# Urubamba (miasto)
Urubamba (język keczua: Urupampa "Dolina Pająków") – miasteczko w Peru w tzw. Świętej Dolinie Inków, położone nad rzeką Urubamba. Baza wypadowa do pobliskich zabytków inkaskich.